# Ekspansja dynamiki
Ekspansja dynamiki – proces polegający na powiększeniu dynamiki sygnału, czyli sprawieniu że miejsca ciche są jeszcze cichsze, a miejsca głośne stają się jeszcze głośniejsze. Jest procesem odwrotnym do kompresji dynamiki. Ekspansja pasmowa jest używana w analogowym systemie Dolby do redukcji szumów.